# VfR 1910 Bürstadt
Maillots
Le VfR Bürstadt est un club allemand localisé, à Bürstadt dans la Hesse.
Entre 1973 et 1983, ce club joua sous le nom de VfR Oli Bürstadt à la suite d'un sponsoring.

## Histoire
Le club fut fondé, le 1er février 1910 sous la dénomination de SC 1910 Bürstadt. Le 29 août 1919, le club adopta l’appellation de VfR 1910 Bürstadt.
Le club resta plutôt anonyme durant de longues saisons. 
En 1932, le VfR Bürstadt accéda à la Bezirksliga, la plus haute série régionale de l’époque. L’année suivante, le club manqua la qualification pour la Gauliga Hessen pour 3 points. En 1942, il participa de nouveau à une tour final pour l’accès à la Gauliga mais ne remporta qu’un seul de ses six matches.
En 1945, le club fut dissous par les Alliés, comme tous les clubs et associations allemands (voir Directive n°23). La même année, une grande association, le Sportgruppe (SG) Bürstadt, fut formée par plusieurs anciens cercles locaux. Rapidement ces entités reprirent leur indépendance et leur ancienne appellation.

Logo du VfR OLI Bürstadt (1973-1982)

Le VfR 1910 Bürstadt joua dans les ligues inférieures de sa région jusqu’en 1972. Cette année-là, il gagna le droit d’accéder à la Regionalliga Süd, soit l’équivalent de la Division 2. Le club y joua lors des deux dernières années d’existence de cette ligue qui céda la place à la 2. Bundesliga au terme de la saison 1973-1974. En 1973, le cercle adapta son appellation en ajoutant le nom de son principal sponsor et devint le VfR 1910 Oli Bürstadt. Classé 14e, en 1974, le club ne fut pas retenu pour la  nouvelle antichambre de l’élite et retourna en Amateurliga Hessen.
La période dorée du club commença. En 1975, le Oli Bürstadt gagna la Hessen Pokal, ce qui lui permit d’accéder au Championnat d’Allemagne Amateur. Le cercle remporta le titre en battant le SC Victoria Hamburg en finale (3-0).
Au terme de la saison 1976-1977, VfR Oli Bürstadt remporta la Hessen Pokal pour la 2e mais surtout fut titré en Amateurliga Hessen. Ce titre lui ouvrit les portes de 2. Bundesliga, Groupe Süd. L’expérience ne dura qu’une saison car le club fut relégué après une 18e place sur 20, avec 9 points de retard sur le premier club sauvé.
Le VfR redescendit en Oberliga Hessen, une ligue nouvellement instaurée au 3e niveau. Il en conquit le titre 1979 avec deux points d’avance sur le KSV Hessen Kassel.
De retour en 2. Bundesliga, le VfR Oli Bürstadt se classa 14e du Groupe Süd en 1980 puis 13e l’année suivante. Malgré le léger progrès, le club fut relégué car la DFB ramenait la Zweite Bundesliga à une seule série.
Lors du championnat 1981-1982, le club termina vice-champion, au niveau 3, quatre points derrière le FSV Frankfurt. Durant la saison suivante, le cercle déplora la perte de son sponsor, la firme Oli tombée en faillite. L’équipe reprit alors son nom original de VfR 1910 Bürstadt.
Cette mésaventure ne l’empêcha pas de d’être sacré champion de l’Oberliga Hessen deux années de suite. Lors du tour final 1983 pour la montée au niveau 2, le club termina 3e sur 4 derrière les deux promus que furent le SSV Ulm 1846 et le 1. FC Saarbrücken. En 1984, Bürstadt finit juste derrière le FC 08 Homburg, mais devança Freiburger FC et le TSV 1860 München et fut donc promu.
En 2. Bundesliga, le VfR 1910 Bürstadt ne put faire mieux qu’une 18e place (sur 20) et fut donc relégué immédiatement. 
En 1986, en Oberliga, le club se contenta d’une place de vice-champion derrière Offenbacher FC Kickers qui avait aussi été relégué la saison précédente. La plus belle période du club s’achevait.
Le VfR Bürstadt presta encore huit saisons au niveau 3 puis, en 1994, il recula d’un rang en raison de l’instauration des Regionalligen. Dans l’Oberliga Hessen devenue 4e étage de la pyramide du football allemand, Bürstadt presta un championnat correct puis fut relégué vers le niveau 5 au terme de la saison 1995-1996.
Il remonta au 4e niveau au bout d’un an, assura son maintien de justesse puis redescendit en 1999. En 2001, le cercle remporta à nouveau la Landesliga Hessen Süd et remonta au niveau 4.
À la fin de la saison saison 2001-2002, le VfR Bürstadt retira son équipe volontairement et retourna en Bezirksliga, soit le niveau 7. Le cercle plongea ensuite jusqu’au niveau 9, pour finalement remonter, en 2009, en Kreisoberliga, soit le 8e niveau dans la hiérarchie de la DFB.

## Palmarès
- Champion d’Allemagne Amateur: 1975.
- Champion de l’Amateurliga Hessen: 1972, 1977.
- Champion de l’Oberliga Hessen: 1979, 1983, 1984.
- Champion de la Landesliga Hessen-Süd: 2001.
- Vainqueur de la Hessen Pokal: 1975, 1977.